# Muchomůrka vejčitá
Muchomůrka vejčitá (Amanita ovoidea Link 1833) je velmi vzácná houba z čeledi muchomůrkovitých. Roste v teplých oblastech, v České republice pod duby.

## Synonyma
- Agaricus ovoideus Bull. 1788

české názvy
- katmanka bělostná[1]
- muchomůrka vejčitá

## Vzhled

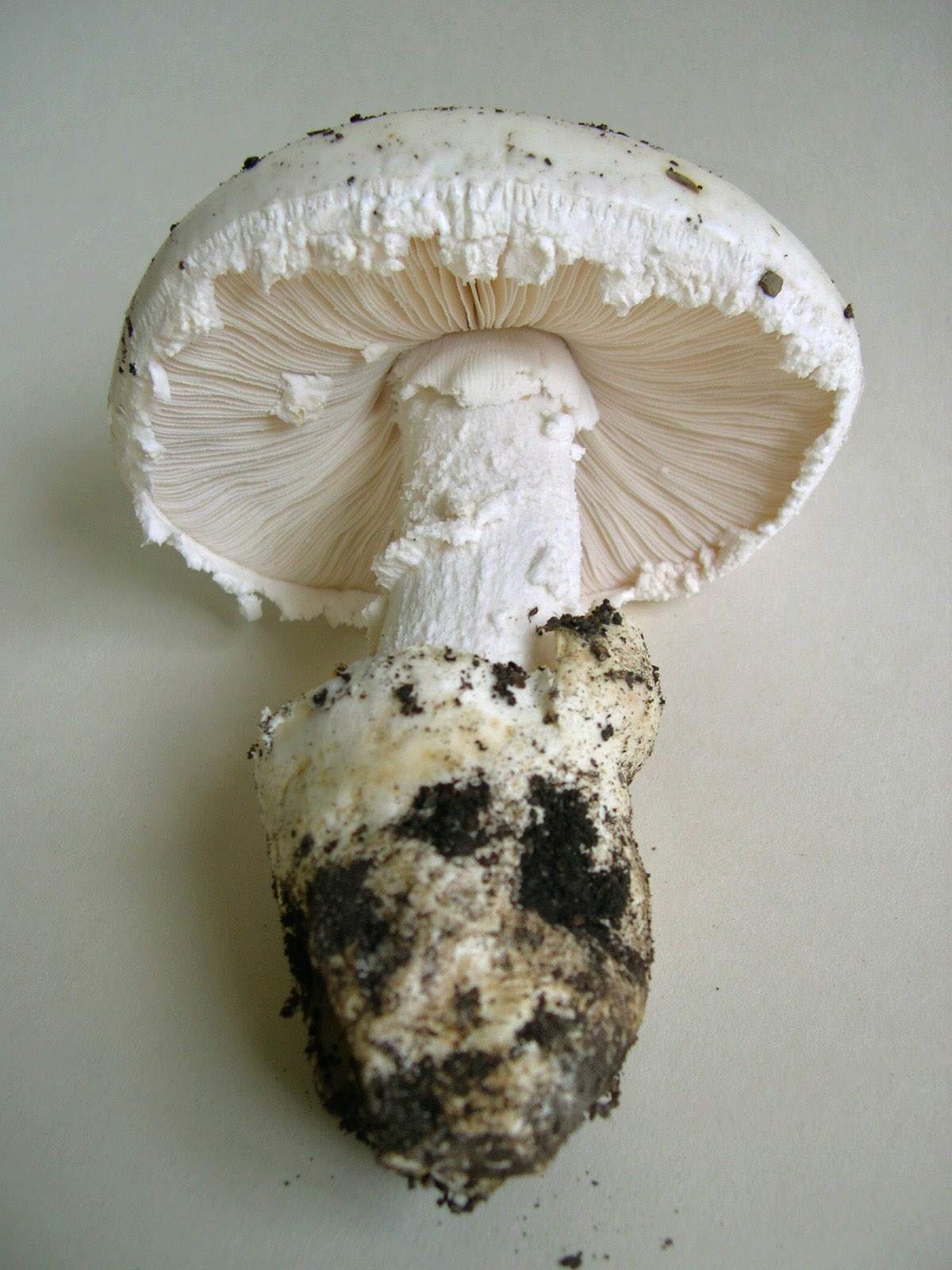
Muchomůrka vejčitá

### Makroskopický
Klobouk dosahuje 100 – 200 (300) milimetrů, v mládí je polokulovitý až poduškovitý, později téměř plochý. Povrch má v mládí pomoučený, bílý, později hedvábně lesklý a na temeni někdy slámově nažloutlý. Okraje klobouku mohou nést drolivé zbytky vela, na povrchu v dospělosti velum většinou zcela chybí.
Lupeny jsou bílé, volné, bříškaté a na ostří vločkaté.
Třeň dosahuje 100 – 150 (200) × 20 – 60 milimetrů, je bílý, plný a směrem dolů se rozšiřuje ve vejčitou hlízu 30 – 80 milimetrů širokou, často kořenující. Hlízu kryje bělavá až krémová pochva, která po otlačení nabíhá do rezavo-okrova. V horní části třeně je umístěn prsten, který během růstu mizí - předtím je poměrně masitý, snadno drolivý a vločkovitý. Povrch třeně je pomoučený až jemně šupinkatý.
Dužnina houby je bílá, v dospělosti má nepříjemný pach připomínající rybinu nebo mořské řasy.

### Mikroskopický
Výtrusný prach je krémový spóry mají elipsovitý tvar, dosahují 9 - 12 × 6 - 8 μm a jsou amyloidní.

## Výskyt
Roste v oblastech teplomilné květeny na podkladech se zvýšeným obsahem vápníku. Žije jako mykorhizní symbiont listnatých stromů – dubů a borovic. Fruktifikuje od července do září.

## Rozšíření
Roste v severní Africe (Alžír, Egypt, Maroko), Asii (Kazachstán) a v Evropě, kde je rozšířená v následujících zemích: Bulharsko, Francie, Itálie (Sardinie), býv. Jugoslávie, Německo, Portugalsko, Rakousko, Slovensko, Švýcarsko, Španělsko (Baleáry), Ukrajina a Velká Británie.
Patrně nejstarší publikovaný nález z území současné České republiky byl učiněn 3. srpna 1927 na Brněnsku českým mykologem Františkem Skyvou a učitelem Švestkou. V roce 1934 již uvádí Veselý také nález z oblasti Čech z okolí Slaného. Poslední nálezy z oblasti Čech pocházejí z poloviny 20. století, na Moravě byla nalezena i recentně.
Území České republiky tvoří severní hranici areálu výskytu. Byly odtud publikovány nálezy mimo jiné z následujících chráněných území:
- Český kras[5]
- Chráněná krajinná oblast Pálava[5]

## Záměna
V důsledku zbarvení a růstu v teplých oblastech pod listnáči může být zaměněna s dalšími světle zbarvenými druhy podobných stanovišť. Většina z nich je v České republice vzácná, případně se vyskytuje pouze v jižní Evropě:
- muchomůrka šiškovitá (Amanita strobiliformis) – více útržků vela (šupiny) na klobouku, méně véla po obvodu klobouku
- muchomůrka ježatohlavá (Amanita solitaria) – drobnější, zašpičatělé šupiny na klobouku
- muchomůrka Vittadiniho (Amanita vittadinii) – třeň u báze neztloustlý a hustě pokrytý odstávajícími šupinami vela
- muchomůrka hnědošupinná (Amanita codinae) – středomořský druh, v ČR doposud neobjevena
- muchomůrka štíhlá (Amanita gracilior) – středomořský druh, v ČR doposud neobjevena
- muchomůrka bedlovitá (Amanita lepiotoides) – středomořský druh, v ČR doposud neobjevena, dužnina na řezu červená
- muchomůrka středozemní (Amanita proxima) – středomořský druh, v ČR doposud neobjevena, oranžový kalich
- muchomůrka krátkonohá (Amanita curtipes) – středomořský druh, v ČR doposud neobjevena, pomíjivý prsten, výrazný kalich
- muchomůrka těžká (Amanita ponderosa) – středomořský druh, v ČR doposud neobjevena, pomíjivý prsten, výrazný kalich

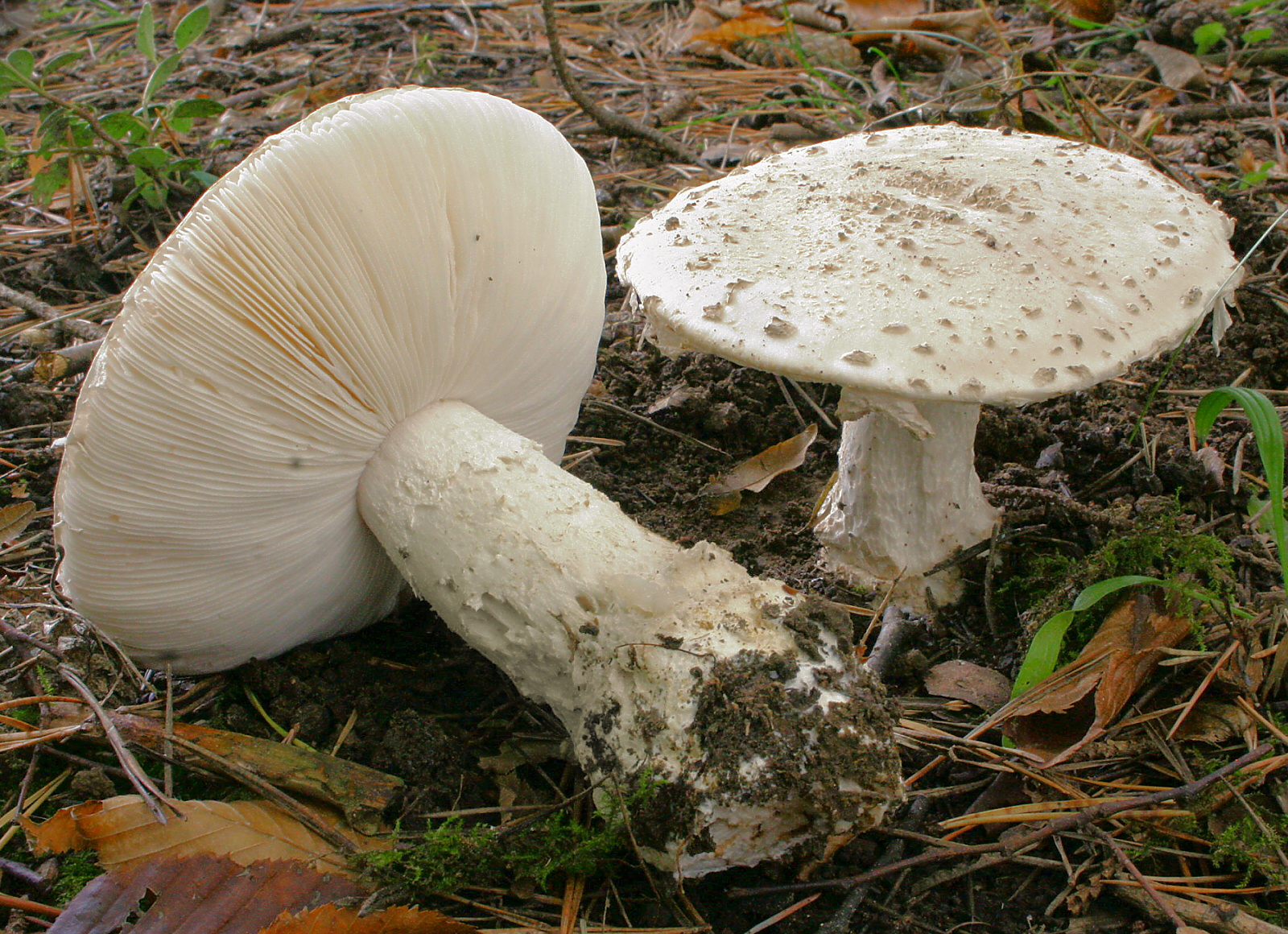
muchomůrka šiškovitá
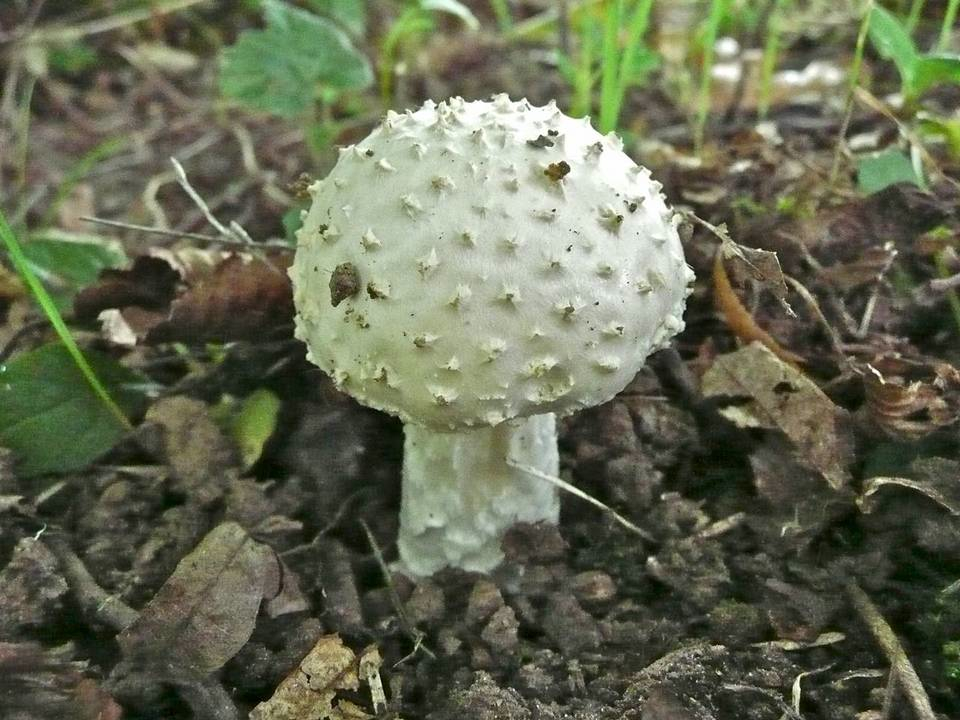
muchomůrka ježatohlavá
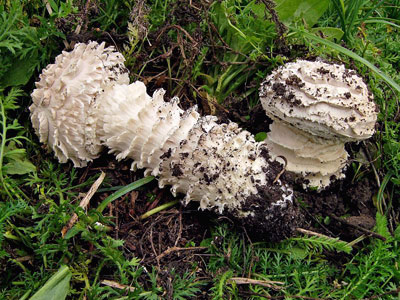
muchomůrka Vittadiniho
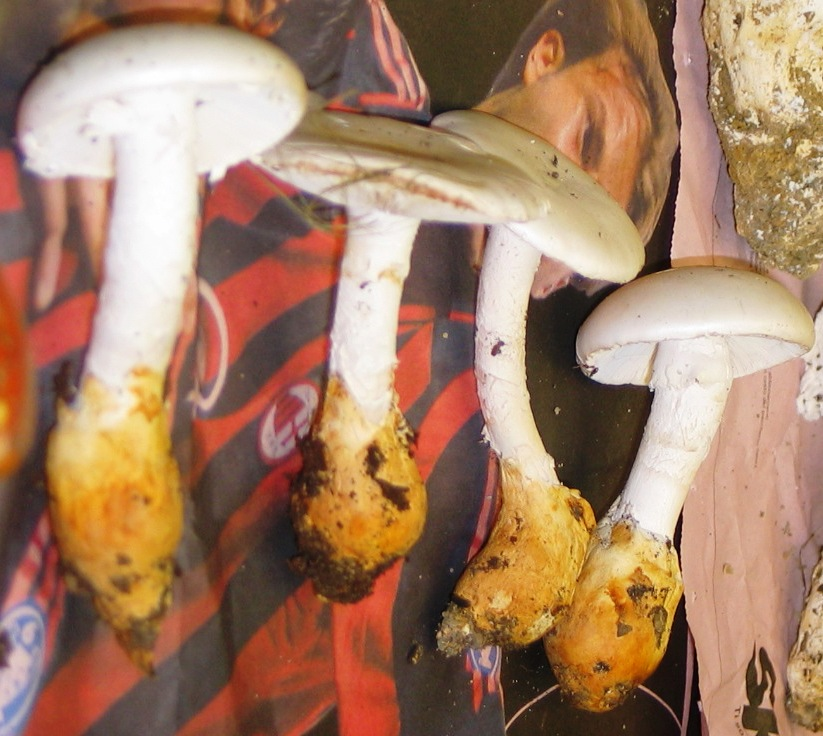
muchom. středozemní
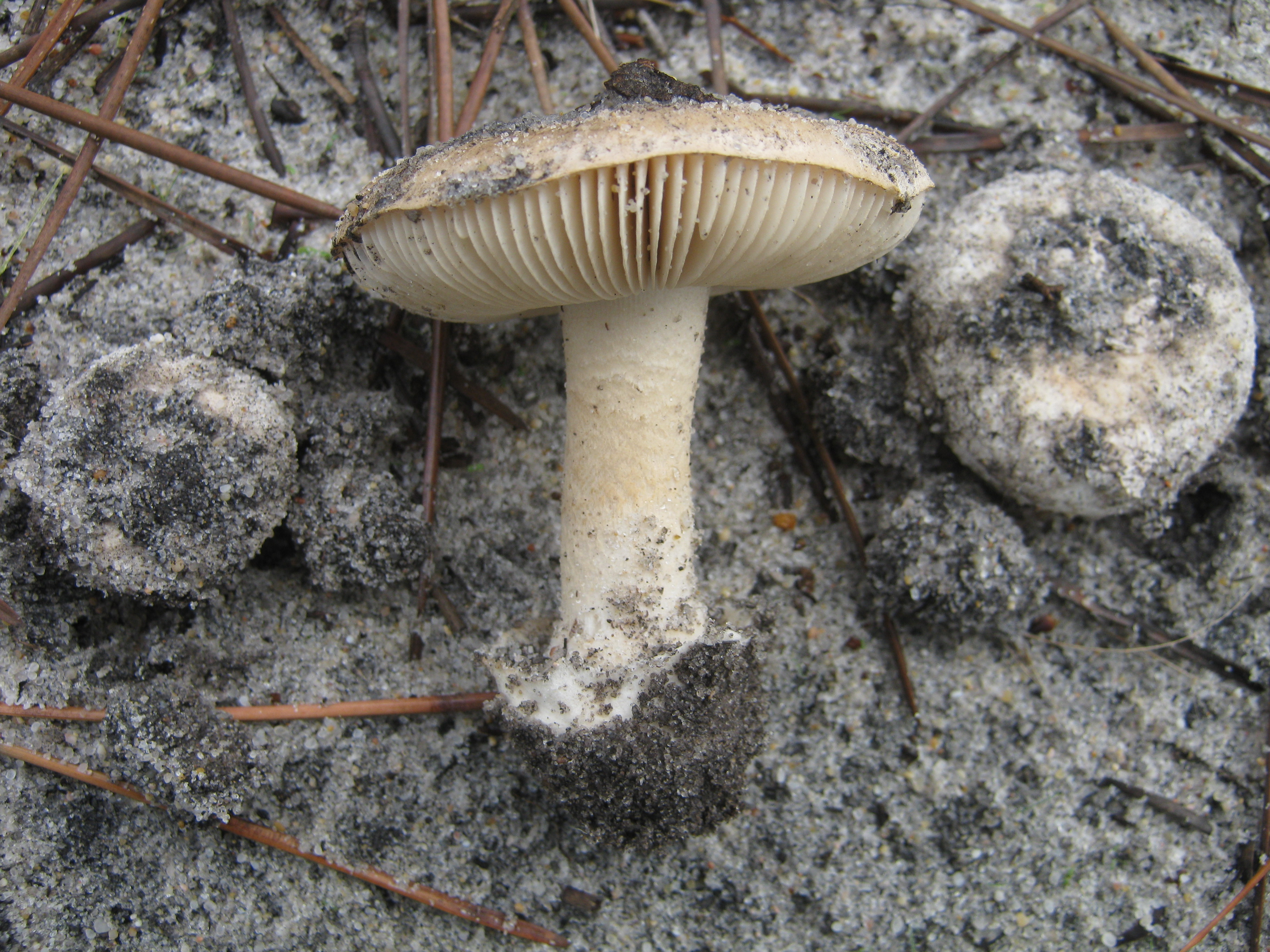
muchomůrka krátkonohá
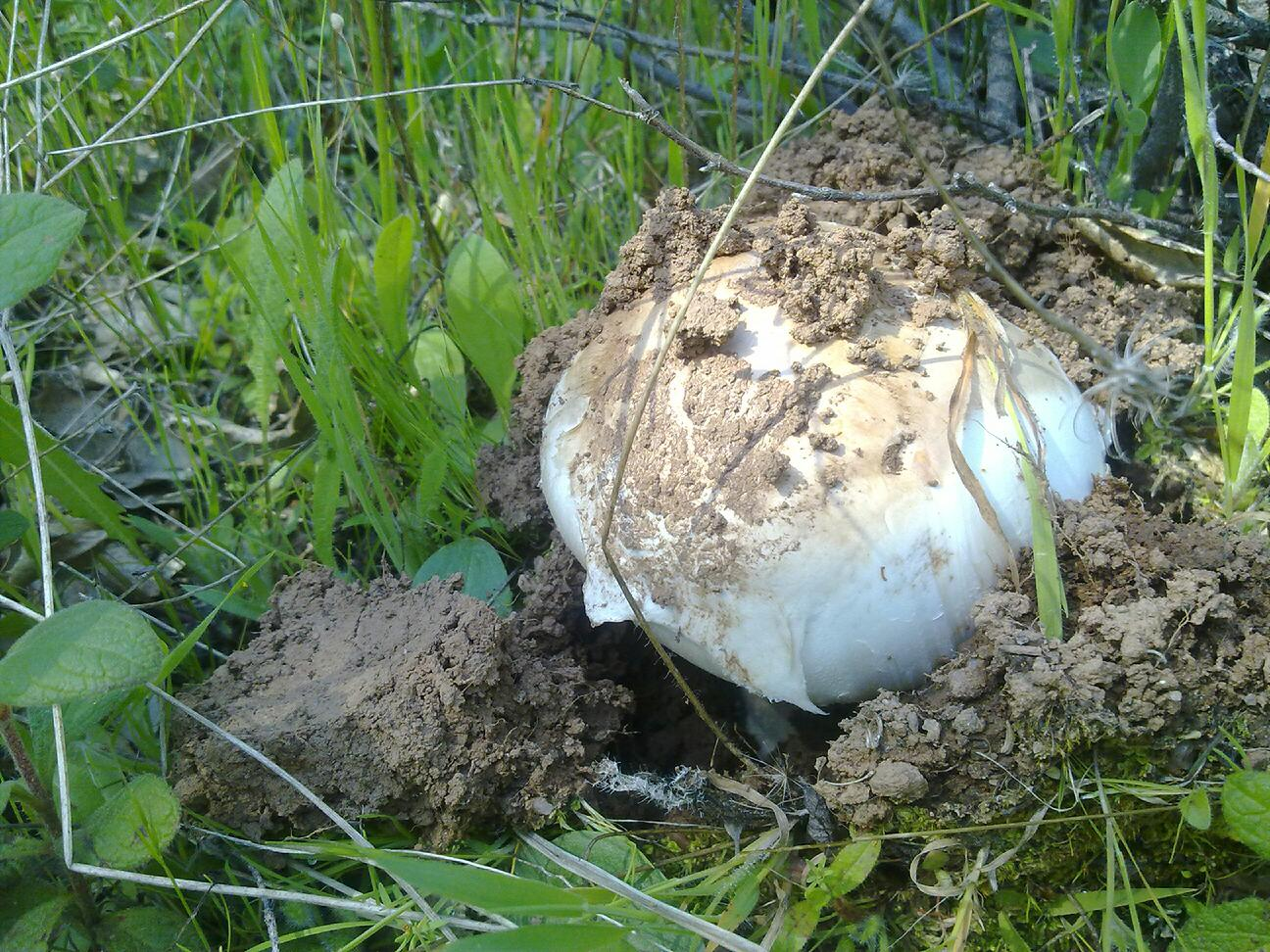
muchomůrka těžká

## Ochrana
Muchomůrka vejčitá je zařazena do Červeného seznamu (2006) jako kriticky ohrožený druh (CR) Je zahrnuta i do Červené knihy jako kriticky ohrožený druh (E). Efektivní ochranu lze zajistit jen formou územní ochrany a za předpokladu zachování druhové skladby dřevin a šetrného hospodaření v lesích. O nálezech je vhodné informovat nejbližší mykologické pracoviště.